# ولتاژ پایین
ولتاژ پایین یک اصطلاح نسبی است که در متون مختلف تعاریف متفاوتی دارد.
| حدود ولتاژ        | AC           | DC         | میزان ریسک    |
| ----------------- | ------------ | ---------- | ------------- |
| ولتاژ بالا        | > 1000 Vrms  | > 1500 V   | جرقه الکتریکی |
| ولتاژ پایین       | 50–1000 Vrms | 120–1500 V | شک الکتریکی   |
| ولتاژ بسیار پایین | <50 Vrms     | <120 V     | ریسک کم       |

که Vrms در جدول بالا نشان‌دهندهٔ مقدار مؤثر ولتاژ است.

## تعریف ولتاژ پایین در ابزار صنعتی برق
در وسایل صنعتی برقی، ولتاژ پایین عموماً به خطوط انتقال اشاره دارند.